# 러시아 루블
러시아 루블(rouble/ruble, 러시아어: рубль rublʹ; 기호: ₽, руб; 코드: RUB)은 러시아의 통화이다. 1 루블은 100 코페이카(러시아어: копейка, 문화어: 꼬뻬이까)와 같다. 오프라인상의 최소거래 단위는 1루블이며 코페이카는 너무 낮은 단위로 사실상 유통에서 사라진거나 마찬가지며 5루블 지폐는 초반에 잠깐 만들어서 유통량이 적기 때문에 훨씬 비싸게 거래된다. 소액거래의 경우 2000루블, 5000루블 지폐도 거스름돈 및 위폐우려로 자주 쓰지 않는다. 25루블 코인은 기념주화로만 나오는데다 2루블도 발행량이 많지않기 때문에 실질적으로 1, 5, 10 루블 동전 위주로 사용된다.

## 역사
루블은 14세기부터 러시아 영토에서 사용되어 왔다. 루블은 러시아 제국이 수립되기 직전인 1704년에 유통되는 동전이 되었다. 1917년부터 1991년까지 사용된 소련 루블(SUR)이 그 뒤를 이었다.
최초의 현대 러시아 루블(코드: RUR)은 1991년 12월에 만들어졌고 1993년 9월까지 유통되었다. 첫 번째 루블은 1998년에 두 번째 러시아 루블(코드: RUB)로 1 RUB = 1,000 RUR의 비율로 대체되었다.

## 경제학
| 1    | 미국 달러           | USD ($)  | 87.62% |
| 2    | 유로                | EUR (€)  | 31.27% |
| 3    | 일본 엔             | JPY (¥)  | 21.56% |
| 4    | 파운드 스털링       | GBP (£)  | 12.78% |
| 5    | 오스트레일리아 달러 | AUD ($)  | 6.94%  |
| 6    | 캐나다 달러         | CAD ($)  | 5.13%  |
| 7    | 스위스 프랑         | CHF (Fr) | 4.78%  |
| 8    | 런민비              | CNY (¥)  | 3.97%  |
| 9    | 스웨덴 크로나       | SEK (kr) | 2.22%  |
| 10   | 멕시코 페소         | MXN ($)  | 2.2%   |
| 11   | 뉴질랜드 달러       | NZD ($)  | 2.06%  |
| 12   | 싱가포르 달러       | SGD ($)  | 1.79%  |
| 13   | 홍콩 달러           | HKD ($)  | 1.73%  |
| 14   | 노르웨이 크로네     | NOK (kr) | 1.67%  |
| 15   | 대한민국 원         | KRW (₩)  | 1.65%  |
| 기타 | 기타                | 기타     | 12.63% |
| 총계 | 총계                | 총계     | 200%   |

러시아 주민들 간의 거래에 다른 통화를 사용하는 것은 약간의 예외를 제외하고는 처벌할 수 있으며, 거래 가치의 75%에서 100%의 벌금을 부과할 수 있다.

## 같이 보기
- 소련 루블
- 유로

### 내용주
1. ↑  압하스어: амааҭ; 바시키르어: һум; 추바시어: тенкĕ; 코미어: шайт; 라크어: къуруш, 마리어: теҥге, 오세트어: сом, 타타르어: сум, 우드무르트어: манет, 야쿠트어: солкуобай

1. ↑  각 거래에는 두 나라의 서로 다른 통화가 포함되므로 모든 통화의 총 백분율 점유율은 100 %가 아니라 200 %입니다..

### 참조주
1. ↑  타타르어: тиен, 바시키르어: тин, 오세트어: капекк, 우드무르트어: коны, 마리어: ыр, 야쿠트어: харчы
2. ↑  Кречетников, Артем (2016년 7월 7일). “Рубль: одно название за 700 лет и еще 21 факт”. 《BBC News Русская служба》. 2018년 10월 31일에 확인함.
3. ↑  “Top 25 most traded currencies”.
4. ↑  “Top 20 most traded currencies in the world”. Victor Mochere.
5. ↑  https://normativ.kontur.ru/document?moduleId=1&documentId=206129#h418